# بارانکس
بارانکس (به اسپانیایی: Barrancas, Pichilemu) یک منطقهٔ مسکونی در شیلی است که در پیچیلمو واقع شده‌است.